# 372

## Úmrtí
- 12. dubna – Svatý Sabbas, rumunský křesťanský mučedník a světec (* 333)
- Svatý Zeno byl biskupem ve Veroně v Itálii. Katolická a pravoslavná církev jej uctívají jako svatého.

## Hlavy států
- Papež – Damasus I. (366–384)
- Římská říše – Valens (východ) (364–378), Valentinianus I. (západ) (364–375)
- Perská říše – Šápúr II. (309–379)